# ハリー・ポッターと謎のプリンス
『ハリー・ポッターと謎のプリンス』（ハリー・ポッターとなぞのプリンス、原題: 英: Harry Potter and the Half-Blood Prince）は、イギリスの児童文学作家J・K・ローリングが2005年に発表した、ファンタジー小説『ハリー・ポッター』シリーズの第6巻。2009年に同じ題名で映画化された。
ホグワーツ魔法魔術学校の6年生となった魔法使いのハリー・ポッターが、史上最悪の魔法使いヴォルデモートとの対決に備え、ヴォルデモートの過去と弱点に迫る一年間を描く。

## あらすじ
その日、イギリスのマグルの首相はコーネリウス・ファッジと5回目の面会をすることになる。首相に就任した最初の晩、顔合わせに来た魔法省魔法大臣のファッジは、「魔法界で深刻な事態が発生しない限り、二度と会うことはない」と言い、そして二度と会わない予定だった。しかし、現実には4回もファッジと顔を合わせており、しかも、面会を重ねるたびにファッジはやつれ、魔法界の事態が深刻さを増していることが察せられる。首相は、ここ1週間で起こった不可解な事故や事件に頭を悩ませていたが、ファッジによると、それらの事件はすべて魔法界を恐怖で支配した「名前を言ってはいけないあの人」の復活が原因だという。その失態により魔法大臣職を失ったことをファッジは首相に告げ、新大臣ルーファス・スクリムジョールを紹介する。
同じころ、ナルシッサ・マルフォイとその姉であるベラトリックス・レストレンジは、「スピナーズ・エンド」という場所でピーター・ペティグリューと一緒に住むセブルス・スネイプを訪れる。ナルシッサはスネイプに、ヴォルデモート卿から危険な使命を受けた息子、ドラコ・マルフォイを支援するよう頼み、その確約として「破れぬ誓い」を結ぶ。
夏休み、ダーズリー家に帰省していたハリー・ポッターは、自分を迎えに来たアルバス・ダンブルドアから、シリウス・ブラックの遺産を相続したことを知らされる。その後、親友ロン・ウィーズリーの実家「隠れ穴」へ向かう途中、ハリーはダンブルドアとともに引退したホグワーツ魔法魔術学校の教授、ホラス・スラグホーンに面会し、ふたたび教鞭を取るよう説得する。説得に成功したあと、ダンブルドアはこの1年間、自分の個人授業を受けてほしいとハリーに頼む。
「隠れ穴」ではビル・ウィーズリーと婚約したフラー・デラクールが夏を過ごしに来ていたが、それを好ましく思わないハーマイオニー・グレンジャーやジニー・ウィーズリーは彼女を陰で「ヌラー」と呼び侮辱していた。しかし、ロンはフラーが気になるのか、ふたりをたしなめていて、ハリーたちは「隠れ穴」のなかの境界線で楽しい日々を送る。だが、外の世界では続々と恐ろしい事件が起こりはじめる。
新学期の準備のため、ハリー、ハーマイオニー、ウィーズリー一家はダイアゴン横丁に向かうが、ロンの兄であるフレッドとジョージの悪戯専門店「ウィーズリー・ウィザード・ウィーズ」以外はどこにも活気がなかった。「マダム・マルキン」の洋装店でハリー、ロン、ハーマイオニーはドラコと鉢合わせ、その挙動を怪しみ、あとを追う。それに気づかず、「夜の闇横丁」の「ボージン・アンド・バークス」に入ったドラコは、オーナーのボージンを脅し何かの修理方法を聞き出すが、結局修理方法は不明のままに終わる。
ハリーは、ドラコが「マダム・マルキン」の店で左腕に触れられるのを嫌がったことを思い出し、左肘に「闇の印」が刻印されているのではないかと考え、彼が父親と同様に死喰い人ではないかと推測するが、ロンとハーマイオニーは、決定的な証拠もないのにドラコを疑おうとするハリーの言葉に聞く耳をもたない。躍起になったハリーはホグワーツ特急でドラコの正体を探ろうとするが、気づかれて怒ったドラコに石化され、上から透明マントをかけられて身動きを取れなくされる。そこをニンファドーラ・トンクスが見つけ、もとに戻してもらい、無事ホグワーツに入る。
しかし実際にホグワーツで「闇の魔術に対する防衛術」を担当していたのはスネイプであり、スラグホーンは「魔法薬学」を教えることになっていた。ハリーが借りた魔法薬学の教科書には「『半純血のプリンス』の蔵書」と書かれており、魔法薬のことだけでなく彼が発明した闇の呪文が多く示されていた。蔵書の内容を参考にしたことで、ハリーはトップの成績を叩き出し、それから夢中になって蔵書の内容を研究しはじめる。
一方、ハリーはダンブルドアのもとでヴォルデモートとの対決に備えるための「個人授業」を受ける。ヴォルデモート＝トム・リドルの出生と生い立ち、なぜ彼が闇の魔術に手を染めるようになったかを探っていく。やがてハリーは、過去にヴォルデモートが作り出し、その不死の力を支えている「分霊箱」の存在と、全部で7つあるそれを破壊しなければならないことを知る。
6年次も終わりに近づいていたころ、ハリーはダンブルドアにともなわれて新たに発見した分霊箱の捜索に向かう。ふたりはかろうじて分霊箱を見つけ出すが、闇の罠と戦ったダンブルドアは著しく衰弱する。ホグワーツ帰還を急ぐふたりは、天文台の塔に浮かぶ闇の印（死喰い人の紋章）を目にする。ドラコの手引きで侵入した死喰い人と騎士団が戦っていた。天文台塔に降り立ったハリーとダンブルドアは包囲され、すでに戦う力を失っていたダンブルドアはハリーを守り、セブルス・スネイプに殺害される。
ハリーは半純血のプリンスの蔵書で覚えた闇の呪文でスネイプを攻撃するが、呪文は通じずあっけなく倒される。そして、蔵書を作成した「半純血のプリンス」の正体こそ、スネイプであったことを知る。スネイプはハリーを昏倒させ、ドラコたちとともに逃亡する。満身創痍のハリーはダンブルドアの遺体のそばに戻り、分霊箱の「銀のロケット」の蓋を開ける。だが、ロケットから出てきた「R・A・B」なる人物の書置きは、本物の分霊箱を壊すために偽物とすり替えたことを綴っていた。ダンブルドアは偽の分霊箱に、命をすり減らしたのだった。
ダンブルドアの校葬が執り行われるなか、ハリーは来年は学校に戻らず、ただひとり残りの分霊箱を探し出して破壊することを決意し、親密となっていたジニーに別れを告げる。しかしロンとハーマイオニーはハリーに旅に同行する覚悟を伝え、3人は分霊箱探しの旅に出ることになる。

## 制作

### シリーズ
『ハリー・ポッターと謎のプリンス』はハリー・ポッターシリーズの第6作である。シリーズ第1作『ハリー・ポッターと賢者の石』は1997年にブルームズベリー社から最初に出版され、ハードカバーで初刷500部が用意され、そのうちの300部が図書館に配布された。1997年末、英国版が全米図書賞とネスレ・スマーティーズ賞の9歳から11歳の部門で金賞を受賞した。第2作『ハリー・ポッターと秘密の部屋』は、1998年7月2日に英国で最初に出版され、1999年6月2日に米国で出版された。 その後、『ハリー・ポッターとアズカバンの囚人』が1年後の1999年7月8日に英国で出版され、1999年9月8日に米国で出版された。『ハリー・ポッターと炎のゴブレット』は2000年7月8日にブルームスベリー社とスコラスティック社から同時に出版された。『ハリー・ポッター』シリーズで最も長い小説である『ハリー・ポッターと不死鳥の騎士団』は2003年6月21日に発売された。『ハリー・ポッターと謎のプリンス』の出版後、7作目にして最終作となる『ハリー・ポッターと死の秘宝』が2007年7月21日に発売された。『ハリー・ポッターと死の秘宝』は発売から24時間で英国では270万部、米国では830万部の1100万部を売り上げた。

### 背景

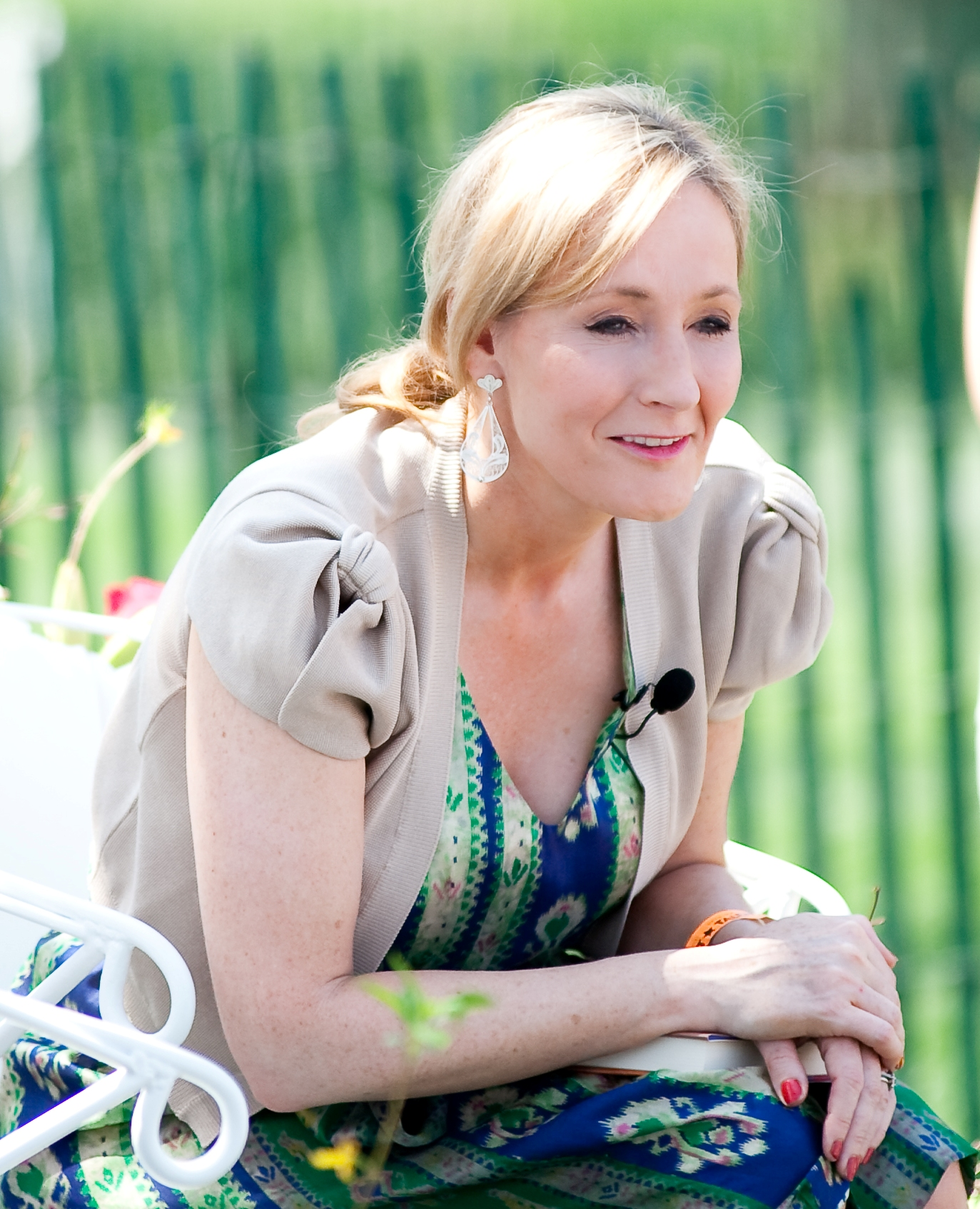
ローリングは『ハリー・ポッターと謎のプリンス』の企画に何年も掛けた。

ローリングは、『ハリー・ポッターと謎のプリンス』を「何年も前から企画していた」が、物語の最初の草稿を書き始める前には2ヶ月かけて企画を見直したという。これは、『炎のゴブレット』の企画を確認しなかったために、本の3分の1を丸ごと書き直さなければならなくなったことから学んだ教訓だった。彼女は第2子のデヴィッドが生まれる前から書き始めたが、彼の世話のために中断した。マグルの首相、魔法大臣コーネリウス・ファッジ、および彼の後継者であるルーファス・スクリムジョールの会談が行われる第1章『むこうの大臣』は、ローリングが『賢者の石』『アズカバンの囚人』『不死鳥の騎士団』で始めようとしていた構想だったが、『謎のプリンス』で「ようやくうまくいく」とわかったという。彼女は、『炎のゴブレット』が一番大変だったが、この本の最後を書くのに「ひどく動揺」したと述べている。この本が好きかどうか尋ねられたとき、彼女は「『炎のゴブレット』『不死鳥の騎士団』『秘密の部屋』を書き終えて気に入っていたときより、この本が好きです。第6巻はたとえ誰も気に入らなくても（それに気に入らない人もいるでしょうけど）私がやりたかったことをしてくれるし、このシリーズの中でお気に入りの1冊であり続けると確信しています。結局のところ、他の誰かを満足させる前に、自分自身を満足させなければならないんです!」と答えている。
ローリングは2004年6月24日に自身のホームページで『謎のプリンス（原題: Half-Blood Prince）』の書名を明らかにした。これは彼女が第2作『秘密の部屋』で一度検討したことのある書名だったが、明らかにされる「情報」は物語の後半こそ相応しいと考えた。2004年12月21日、彼女は本作を書き終えたことを、7月16日の発売日とともに発表した。ブルームズベリー社は2005年3月8日に表紙を公表した。

## 論争
『謎のプリンス』の記録破りの出版は論争を呼んだ。2005年5月、英国のブックメーカーは、インサイダー情報を恐れて主要な登場人物の誰が本作で亡くなるかという賭けを停止した。アルバス・ダンブルドアの死に多数の高額が賭けられ、その多くが当時この本の印刷が行われていたと考えられていたバンゲイの町から寄せられた。賭けはのちに再開された。さらに、グリーンピースの「有名作家には森林に優しい紙を使おう」というキャンペーンに応えて、ブルームズベリー社は30%再生紙でこの本を出版した。

### 読書権論争
2005年7月初旬、カナダのブリティッシュコロンビア州コキットラムにあるスーパーマーケットリアル・カナディアン・スーパーストアで、決められた発売日の前に14冊の『謎のプリンス』が誤って販売される事故が発生した。カナダの出版社レインコースト・ブックスは、ブリティッシュコロンビア州高等裁判所から、購入者が正式な発売日より前に本を読んだり、内容について話し合ったりすることを禁ずる差し止め命令を得た。購入者は、7月16日より前に返却すれば、ハリー・ポッターのTシャツやサイン本が提供された。
東部標準時でこの本が発売されるまで12時間足らずの7月15日、レインコースト社はグローブ・アンド・メール紙に対し、同紙が公約していた、カナダを拠点とする作家の書評を深夜に発行することは、営業秘密の差し止め命令の違反とみなされると警告した。この差し止め命令は、基本的権利を制限するものであると主張する多くのニュース記事の口火を切ることになった。カナダの法律学教授マイケル・ガイストは自身のブログに解説を掲載した。リチャード・ストールマンはボイコットを呼びかけ、出版社に謝罪声明の発表を要求した。グローブ・アンド・メール紙は7月16日付の紙面で英国を拠点とする2人の作家の書評を掲載し、同日の朝9時にカナダの作家の書評を同紙のウェブサイトに掲載した。解説はレインコースト社のホームページにも掲載された。

## スタイルとテーマ
一部の批評家は、『謎のプリンス』は従来の『ポッター』小説よりも暗い調子で書かれていると指摘した。クリスチャン・サイエンス・モニター紙の批評家Yvonne Zippは、悲しい結末を和らげるために前半は軽い調子で書かれていると異議を唱えた。ボストン・グローブ紙の批評家Liz Rosenbergは、「この次第に暗くなるシリーズでは、これまで以上に明るさが希薄になっている(…)新たな沈鬱と暗愚がある。私は、3分の2まで読み進めるまでに、憂鬱な気分になった」と書いた。また彼女は、本書の設定をチャールズ・ディケンズの描いたロンドンになぞらえて「陰鬱で、壊れ、金色に輝き、ほかのどのキャラクターにも負けないくらい生き生きとしている」とした。クリストファー・パオリーニは、従来の本と大きく異なるため、暗いトーンを「不穏にさせる」と考えた。ニューヨーク・タイムズ・ブックレビューに寄稿したLiesl Schillingerも、『謎のプリンス』は「はるかに暗い」が「ユーモアと冒険と洒落た会話で退屈しない」と指摘した。彼女は、その後のより暗い小説がアメリカ同時多発テロ事件の後に書かれたとして、その関連性を示唆した。サンフランシスコ・クロニクル紙の評論家David Kipenは、「暗闇は私たちの偏執的な時代の象徴」と考え、我々の世界に類似するものとして、ホグワーツ魔法魔術学校の警備強化の一環である夜間外出禁止令や持ち物検査を指摘した。
シカゴ・トリビューン紙の評論家Julia Kellerは、この小説に見られるユーモアに脚光を当て、『ハリー・ポッター』サーガの成功だと主張した。彼女は「この本は暗く怖いところがある」と認めたが「『謎のプリンス』には、クスリとしたりニヤリとしたりする笑いでは救われないような巨大な闇はない」とした。ローリングは、つらい時も想像力、希望、ユーモアで克服できることを示唆しているとKellerは考え、この考えをマデレイン・レングルの『五次元世界のぼうけん』やケネス・グレアムの『たのしい川べ』などの作品になぞらえた。
Rosenbergは、『謎のプリンス』の2大テーマは愛と死であると書き、ローリングが「人間の生活における愛と死の中心的な位置を肯定している」と称賛した。彼女は、親から子への愛、教師から生徒への愛、そして主人公たちの間で培われる恋愛のように、愛がさまざまな形で表現されていると考えた。Zippは、最終巻まで続くことが期待できるテーマとして信頼と贖罪に言及し、「それを切実に必要とする一部の登場人物たちに、ニュアンスと複雑さをより一層加えることになるだろう」と考えた。またDeepti Hajelaは、ハリーは「もはや少年の魔法使いではない。彼は青年であり、青年としての課題を探し出し立ち向かう決意をした」と、ハリーの人格の成長を指摘した。パオリーニも同様の見解で、「子供たちも変わった(…)彼らは本当のティーンエイジャーのように振る舞っている」と主張した。

## 出版と評判

### 批評家の評価
『ハリー・ポッターと謎のプリンス』は好評を得た。ニューヨーク・タイムズ紙のLiesl Schillingerは、この小説の様々なテーマやハラハラする結末を称賛した。しかし、彼女はローリングの才能を「文体よりも人物描写や筋立てにある」と考えてる。カーカス・レビュー誌は「読者を楽しませ、笑わせ、興奮させ、怯えさせ、激怒させ、歓喜させ、悲しませ、驚かせ、深く考えさせ、そしてヴォルデモートが回想でしか登場しないため、彼はどこに行ってしまったのだろうとおそらく読者は不思議に思うだろう」と述べた。カーカス・レビューは、ローリングの「ウィットに富んだ皮肉」が「完全な笑い」に変わることを考えたが、ヤマ場を「悲劇的ではあるが、不快なほどに衝撃的ではない」と評価した。クリスチャン・サイエンス・モニター紙のYvonne Zippは、ローリングがハリーをティーンエイジャーに発達させた歩みと、『秘密の部屋』まで遡って見つけた筋書きがどのように作用し始めたか称賛した。一方で、彼女は「所々で少し説明が多くなる」ことと、年長の読者には結末が見えていたかもしれないと指摘した。
ボストン・グローブ紙に寄稿するLiz Rosenbergは「この本はすべてのページに天才の証がついている」と書き、このシリーズがファンタジーからホラーに渡る可能性があることを考慮し、その描写と暗い雰囲気を称賛した。AP通信の記者Deepti Hajelaは、新たに生まれた感情的な語調と、「成長しすぎていると若いファンは感じるかもしれない」くらいハリーを成熟させたことを称賛した。ロサンゼルス・タイムズ紙の記者Emily Greenは、この本についておおむね好意的だったが、幼い子供たちがこの題材を扱えるのかどうか懸念を示した。シカゴ・トリビューン紙の文化批評家Julia Kellerは、「これまでのシリーズ中、最も雄弁で内容の充実した作品」と呼び、ユーモアが『ポッター』小説の成功の鍵を握っていると考えた。

### 受賞歴および表彰歴
『ハリー・ポッターと謎のプリンス』は、2006年英国ブック・オブ・ザ・イヤー賞、2006年ロイヤル・メール賞スコットランド児童書賞（8–12歳対象）をはじめ、母国のイギリスで数々の賞を獲得した。アメリカでは、アメリカ図書館協会が選ぶ2006年ベスト・ブック・フォー・ヤング・アダルトの1つに挙げられた。2005年の読者投票によるクウィル賞のベスト・ブック・オブ・ザ・イヤー賞とベスト・チルドレンズ・ブック賞の両方を獲得した。また、注目すべき書籍に与えられるオッペンハイム・トイ・ポートフォリオ・プラチナ賞を獲得した。

### 販売

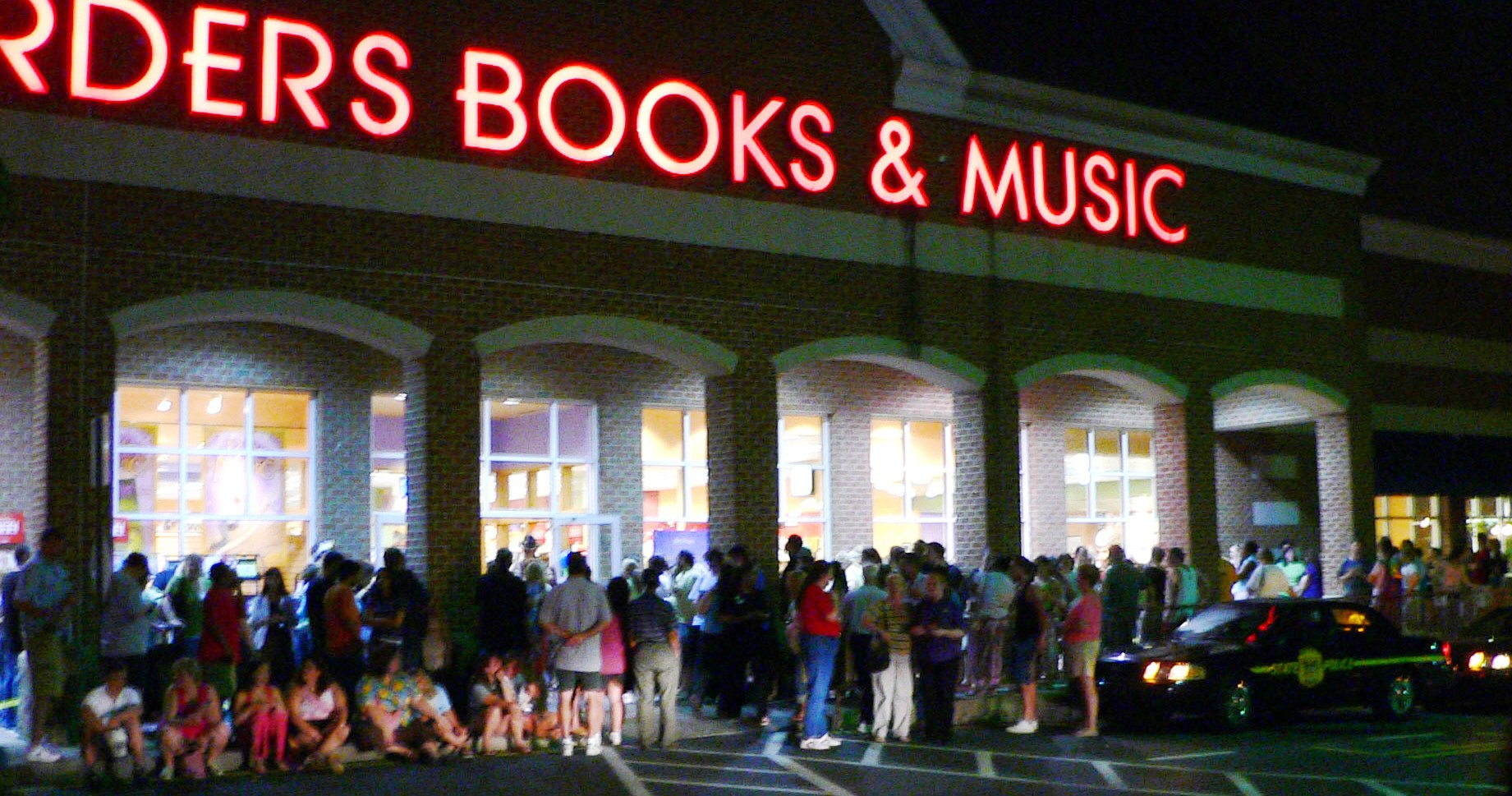
米国デラウェア州ニューアークの書店ボーダーズの外で本書の深夜の発売を待つファン

出版前、『謎のプリンス』はAmazon.comで140万件の予約を受け付け、前作『不死鳥の騎士団』の記録130万件を破った。『謎のプリンス』の初刷部数は1,080万部という記録破りの数だった。発売後24時間で、本書は全世界で900万部（英国で200万部、米国で約690万部）を売り上げ、スカラスティック社は270万部の増刷を急いだ。出版から9週間で、米国版は1,100万部を売り上げたと報道された。ジム・デイルの朗読による米国のオーディオブックが2日間で16万5千部の売り上げを記録し、『不死鳥の騎士団』のオーディオブックを20%上回った。

## 翻訳
『ハリー・ポッターと謎のプリンス』は、イギリス、アメリカ、カナダ、オーストラリア、ニュージーランド、南アフリカで同時に出版された。その他のハリー・ポッターシリーズの作品と一緒に、最終的には67の言語に翻訳された。しかし、原稿を取り巻くセキュリティが高いため、英語版の発売日まで翻訳者は『謎のプリンス』の翻訳に着手できず、もっとも早い場合でも2005年秋まで発売できる見込みはなかった。ドイツでは、ドイツ人翻訳家のKlaus Fritzが本書を翻訳し出版するよりもずっと早く、発売後2日も経たないうちに「趣味の翻訳家」のグループがインターネットを介して本書を翻訳した。

## 改版

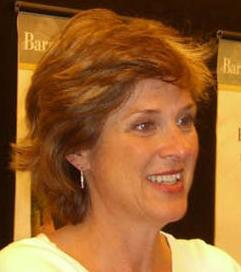
スカラスティックのデラックス・エディションには、メアリー・グランプレ（写真）によるイラストの複製が同梱された。

2005年7月16日にハードカバーが広く発売されたあと、『謎のプリンス』はイギリスで2006年6月23日にペーパーバックで発売された。2日後の7月25日、ペーパーバック版がカナダとアメリカで発売され、アメリカで販売するスカラスティック社の初刷は200万部だった。アメリカのペーパーバック版の発売を祝い、スカラスティック社は、オンライン投票の参加者に賞品が当たる懸賞を6週間にわたって開催した。通常のハードカバー版の発売と同時に、新しい表紙を採用したイギリス大人版も発売され、またペーパーバック版も6月23日に発売された。また7月16日には、メアリー・グランプレのイラストを複製したスカラスティック社の「デラックス・エディション」も約10万部が印刷され発売された。その後、ブルームズベリー社は2009年7月6日にペーパーバックの「スペシャル・エディション」を発売し、また2010年11月1日にペーパーバックの「シグネチャー・エディション」を発売した。

## ゲーム
劇場用映画をもとにしたニンテンドーDS用のソフトが2009年に発売。ハリー・ポッターシリーズの日本におけるコンシューマーゲームは謎のプリンスまでとなっている。
ほかの巻と同じようにトレーディングカード（カードゲームではない）のデッキボックスとパックが発売されていて、こちらは『死の秘宝』のパックまでの発売がなされた。

## 日本語訳
本作日本語版はその邦訳にあたり、タイトルは原題にある「Half-Blood Prince」を直訳し『ハリー・ポッターと混血のプリンス』に一度決定していた。
しかし現代の日本では混血という単語は差別用語に当たるため、その旨を原作者に説明し理解を得る。
そしてその後、2005年12月20日に『ハリー・ポッターと謎のプリンス』に「再決定」がなされ、2006年5月17日の日本国内発売を迎える運びとなった。このため国内出版元である静山社は、予約開始時には再決定前のタイトル『 - 混血のプリンス』で受け付けをおこなっている。一方、物語中にも「Half-Blood Prince」という単語は登場する。これをタイトルと同じく「謎のプリンス」と訳すと意味が通じなくなるため、こちらは「半純血」という言葉で置き換えられている。